# Fuga para piano (Chopin)
El compositor polaco Frédéric Chopin compuso una Fuga para piano. En ella la influencia de Johann Sebastian Bach se deja sentir. En la tonalidad de la menor, corresponde a los moldes de la escritura contrapuntística más canónica, pasada por un tamiz romántico. El tema es austero, pero no seco. La obra data de 1842, pero, sin embargo, no fue publicada hasta 1898.